# Gratallops
Gratallops – gmina w Hiszpanii, w prowincji Tarragona, w Katalonii, o powierzchni 13,38 km². W 2011 roku gmina liczyła 259 mieszkańców.